# Hysteropterum dorsale
Hysteropterum dorsale är en insektsart som beskrevs av Walker 1851. Hysteropterum dorsale ingår i släktet Hysteropterum och familjen sköldstritar. Inga underarter finns listade i Catalogue of Life.